# Marie Kousalíková

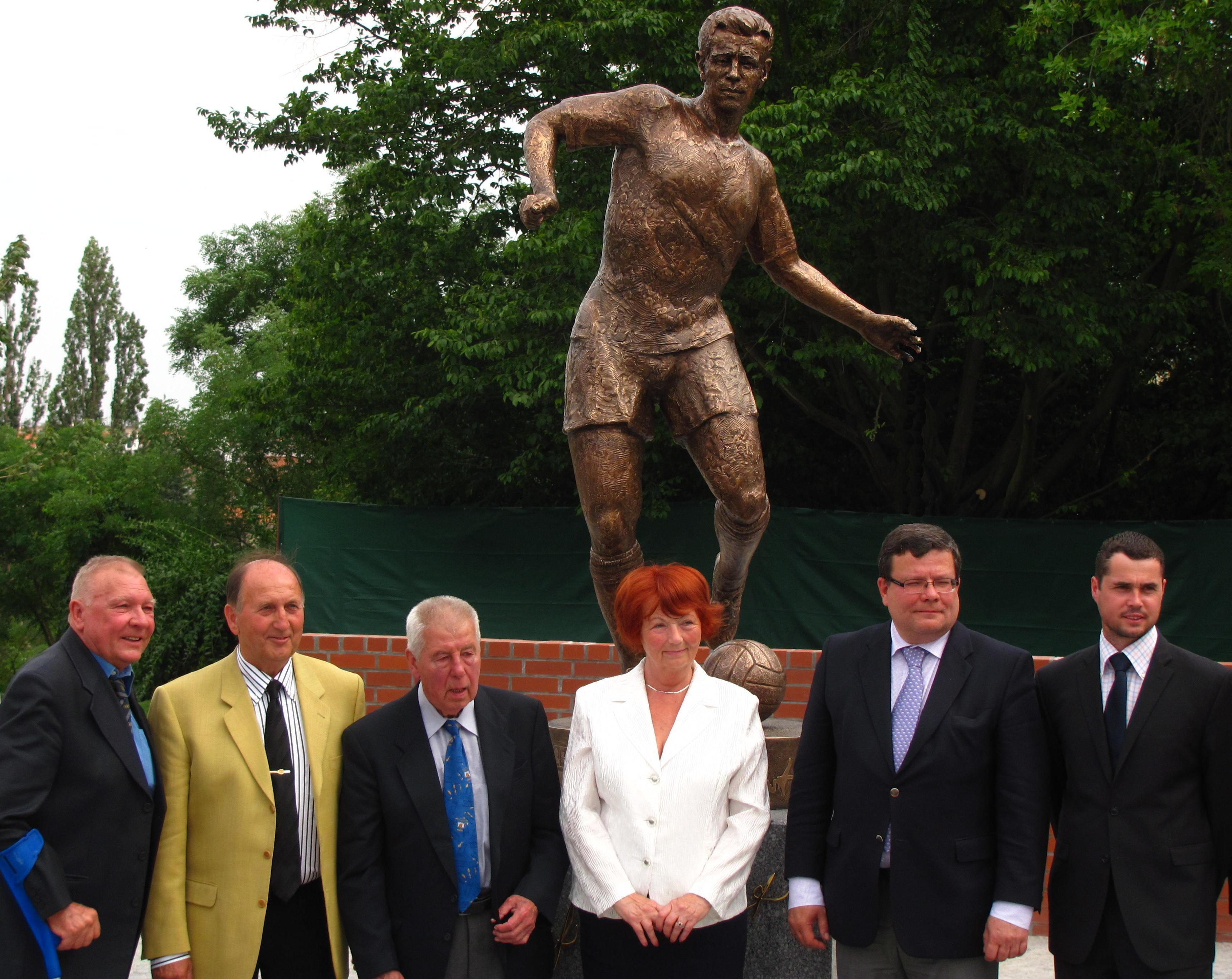
Při odhalování sochy Josefa Masopusta (autor Josef Nálepa) u stadionu Juliska v Praze 6 v květnu 2012

Marie Kousalíková (* 13. srpna 1946 Třebíč) je česká místní politička, v letech 2011 až 2014 starostka Městské části Praha 6 a v letech 2009 až 2010 náměstkyně primátora Hlavního města Prahy, členka ODS.

## Život
V roce 1968 vystudovala Vysokou školu ekonomickou v Praze, obor finance.
Je členkou ODS. V letech 2002–2006 byla místostarostkou Prahy 6. V roce 2004 kandidovala do Senátu v tamějším obvodě č. 25, ale ve druhém kole prohrála s Karlem Schwarzenbergem. Roku 2006 se stala radní hlavního města Prahy, v letech 2009–2010 byla náměstkyní primátora hl. m. Prahy pro oblast školství, vzdělávání a volného času. Ve volbách v roce 2010 byla znovu zvolena do zastupitelstva hl. m. Prahy a byla znovu zvolena rovněž do zastupitelstva Prahy 6. V zastupitelstvu hlavního města zastávala v tomto volebním období funkci předsedkyně výboru pro výchovu a vzdělávání. V únoru 2011 nahradila Tomáše Chalupu, který se stal ministrem životního prostředí, ve funkci starostky Prahy 6.
V komunálních volbách v roce 2014 již nekandidovala, a proto také v listopadu 2014 skončila ve funkci starostky městské části. Jejím nástupcem se stal člen TOP 09 Ondřej Kolář.
Ing. Marie Kousalíková je laureátkou Ceny PŘÍSTAV kterou jí v roce 2009 udělila Česká rada dětí a mládeže.